# Petubasti I in bronzo (52)
Il torso di Petubasti I in bronzo (52) è un'antica statua egizia frammentaria raffigurante il faraone Petubasti I (dibattuto: 835/824–810/799 a.C.) della XXIII dinastia. È ritenuto uno dei capolavori della statuaria del Terzo periodo intermedio. Si tratta di un reperto estremamente raro: è infatti una delle pochissime statue regali egizie, in bronzo, di grandi dimensioni — nonché l'unica del Terzo periodo intermedio a soddisfare questi requisiti.

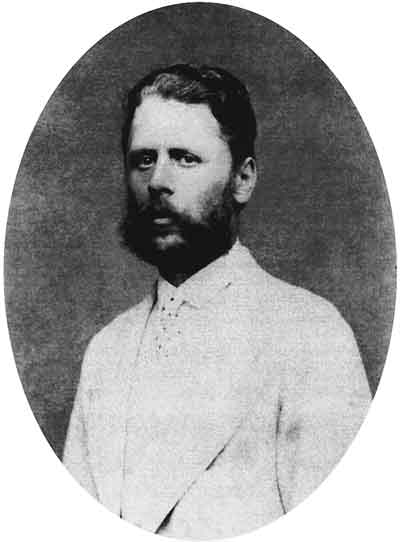
Il conte Stroganov nel 1868.

Questo torso è l'unica porzione conservatasi di una statua stante recante i nomi di Petubasti I, un sovrano poco conosciuto della XXIII dinastia. Abbellito da inserti in oro giallo e rosso, appartiene a un gruppo di statue policrome, appartenenti al Terzo periodo intermedio, di grandi dimensioni e riccamente decorate. Grazie alla torsione del busto, all'avanzare della gamba sinistra e alla superficie animata della superficie, anche solo questo frammento comunica un senso di movimento.
La fascia del gonnellino che ricade sulla parte anteriore del gonnellino reca un'iscrizione geroglifica verticale con i nomi del faraone (Usermaatra-Setepenamon, Meriamon-Padibastet: "Potente Giustizia di Ra-Eletto di Amon, Amato da Amon-Dato da Bastet") e con i titoli di "re dell'Alto e Basso Egitto, signore delle Due Terre, figlio di Ra, signore dei diademi". Una testa di felino decora l'indumento subito sotto la cinta: la XXIII dinastia era infatti installata nella città basso-egizia di Bubasti (in egizio Per-Bast), centro del culto della dea felina Bastet; tale "dinastia bubastita" riservò alla dea uno speciale culto.
La provenienza del reperto non è nota: è stata ipotizzata l'antica città basso-egizia di Tanis. Appartenente, almeno dal 1880, alla ricca collezione del conte russo Grigorij Sergeevič Stroganov, fu acquistato dal filantropo armeno Calouste Gulbenkian nel dicembre del 1921; si trova al Museo Calouste Gulbenkian di Lisbona.